# Едит Рузвелт
Едит Кермит Рузвелт (рођена Кероу; 6. август 1861 – 30. септембар 1948) је била друга супруга америчког председника Теодора Рузвелта и Прва дама Сједињених Америчких Држава, од 1901. до 1909. године. Такође је била и Друга дама Сједињених Америчких Држава током 1901. године.
Рођена је у Норвичу, држава Конектикат, као ћерка трговца Чарлса Тејлора. Познавала је Теодора Рузвелта још од рођења. Пре функције Прве даме, обављала је функцију Прве даме Њујорка (1899–1900) и Друге даме Сједињених Америчких Држава (1900). Функцију Прве даме Сједињених Америчких Држава обављала је од 1901. до 1909. године. Током свог мандата радила је на преуређењу Беле куће. Са Теодором Рузвелтом је имала петоро деце, а заједно су одгајали и Рузвелтову ћерку из првог брака, Алис Рузвелт.
Након мандата Едит је путовала са децом у разне државе света. Подржавала је супруга у каснијој политичкој каријери. Умрла је 1948. године.

## Детињство и младост
Едит је рођена у Норвичу у држави Контектикат. Била је ћерка трговца Чарлса Кероуа (1825-1883) и Гертруде Елизабет Тајлер (1836-1895). Гертрудин отац Данијел Тајлер (1799-1882) је био генерал Уније у Америчком грађанском рату. Едитина млађа сестра била је Емили Тајлер Кероу (1865-1939). Едит је такође имала и брата Кермита (фебруар 1860 - август 1860), који је умро неколико месеци после рођења. Име "Кермит" кога су родитељи одабрали за свог сина било је презиме очевог прадеде Роберта Кермита. Кермит је било и средње име Едит Рузвелт. У време детињства, Едит је била позната као "Еди". Одрастала је на Јунион Скверу у Њујорку. У суседству је живео Теодор "Теди" Рузвелт (1858-1919). Едит је много времена проводила са својом млађом сестром Корином (1861-1933). Едит, Корина, Теди и Елиот су проводили заједничко време у кући Рузвелтове породице. Касније је Едит похађала школу код госпођице Комсток. Иако су Едит и Теди можда били заједно у тинејџерском добу, веза је избледела када је Теди отишао на Харвард. Док је био на Харварду, Теди је упознао Алис Ли. Венчали су се 1880. године. Едит је присуствовала венчању.

## Брак
Алис Ли Рузвелт је умрла 1884. године, оставивши иза себе ћерку која се такође звала Алис. Теди и Едит објавили су своју везу 1885. године. Венчали су се у цркви Светог Ђорђа на Хановер Скверу 2. децембра 1886. године. Након меденог месеца, пар је живео на брду Сагамор на Лонг Ајленду у Њујорку. Едит и Теодор били су у добрим односима, али је евидентно било да је Едит била друга Рузвелтова супруга. Његова прва супруга, Алис, била је лепа жена, умрла у двадесет другој години живота, па ју је Теодор упамтио у таквој животној доби. Многи људи, укључујући и његове сестре, биле су изненађење најавом венчања Теодора и Едит у Њујорк Тајмсу. Због немогућности да заборави своју прву супругу, Рузвелт је своју ћерку називао "Бејби Ли" уместо Алис.
Брачни пар је заједно одгајао Алис (Тедијеву ћерку из првог брака) и сопствену децу: Теодора (1887), Кермит (1889), Етел (1891), Арчибалд (1894) и Квентин (1897). Године 1858. Теодор је постављен у Комисију за државу службу САД, где је служио до 1895. године. Едит је подржавала свога мужа да прихвати понуђену функцију, али се истовремено и жалила како је трећа трудноћа задржава на брду Сагамор. Кермит је рођена 10. октобра 1889. године, а три месеца касније Едит се са децом преселила у Вашингтон. У то време, Едит и Хенри Адамс постали су блиски пријатељи. На Едитино инсистирање, Рузвелт се није кандидовао за градоначелника Њујорка 1894. године, јер се Едит више свиђао живот у Вашингтону. Постао је комесар за државну службу. Када је Теодор 1895. године постао комесар за полицију у Њујорку, брачни пар се са децом вратио у тај град. Теодор је 1897. године изабран за помоћника секретара морнарице, због чега се породица вратила у Вашингтон. Године 1898. Едит је путовала возом до Тампе на Флориди, како би посетила свог супруга, који се борио у Шпанско-америчком рату. По повратку са Кубе, Едит је одбила карантин, како би у Монтоку помагала ветеранима у болници. Октобра 1898. године, када је Рузвелт номинован за гувернера, Едит му је помагала да одговара на пошту, али је остала изван кампање.

## Прва дама Њујорка
Едит Рузвелт је уживала у својој функцији прве даме Њујорка. Модернизовала је гувернерову вилу, придружила се локалном женском клубу и наставила је да помаже мужу да одговара на преписке. Док је била прва дама Њујорка, Едит је започела традицију која ће се наставити у Белој кући - у свакој соби држала је по букет цвећа. Едит је снатрала да је руковање са странцима претерано, те би радије погнула главу у знак поздрава. Едит се вратила у Вашингтон, када је њен муж постао подпредседник Сједињених Америчких Држава 1900. године. Након убиства Вилијама Макинлија, америчког председника (1897-1901), Рузвелт је преузео председништво. Едит је тако постала прва дама.

## Прва дама Сједињених Америчких Држава
Док је држава туговала за председником, Едит није могла да приређује забаве. Уместо тога, она се фокусирала на то да уклопи своју велику породицу у Белој кући. Она је отпустила домаћицу куће и сама обављала надзорне послове. Едит је направила велику институционалну промену у кући, када је ангажовала Изабел "Бел" Хагнер као прву секретарку Прве даме. Хагнерин првобитни задатак био је планирање дебија Алис Рузвелт 1902. године. Убрзо се Едит почела све више ослањати на Хагнер.
Едит је била прва Прва дама домаћица Беле куће. Она је повећала број друштвених догађања која су се одржавала у председниковој кући и радила је на томе да Вашингтон постане културни центар нације. Два најзначајнија друштвена догађаја током Едитиног мандата као Прве даме, била су венћање њене пасторке Алис Рузвелт и друштвени деби њене ћерке, Етел Рузвелт. Едит је такође организовала и сусрете са супругама службеника кабинета и покушавала је да управља моралом вашингтонског друштва путем пописа гостију.
Верује се да је Едит имала велики утицај на свог супруга. Она и Теодор састајали су се приватно свакога дана од 8 до 9 сати. Председников помоћник Вилијам Лоеб, често је указивао Теодору да обрати пажњу на Едитин начин размишљања. Едит је читала неколико новина дневно и слала исечке које је сматрала важним своме супругу. У чланку из 1933. године у Бостонског транскрипта, Изабел Хагнер је изјавила да је Национална галерија портрета отворена због Едитиног утицаја на мужа. Историчари верују да је њен најважнији допринос био стварање неформалне везе између Рузвелта и британског дипломате Сесила Спринга Рича, из које је амерички председник добијао неслужбене информације о Руско-јапанском рату. Као посредник у преговорима о споразуму којим је окончан овај сукоб, Теодор Рузвелт је добио Нобелову награду за мир 1906. године.
Теодор Рузвелт и Едит постали су први председнички пар који су заједно отпутовали у иностранство, док су били на функцији. Путовали су у Панаму. Едит је 1905. године купила Пајн Кнот, колибу у Вирџинији, као викендицу за своју породицу. У Пајн Кноту је тајна служба чувала председника без његовог знања.

## Реновирање Беле куће
Едит је 1902. годне ангажовала архитектонску фирму Мек Ким, Мед енд Вајт да одвоје дневни боравак у Белој кући од канцеларија, да прошире и модернизују јавне просторије, да преуреде унутрашњост. Конгрес је одобрио преко пола милиона долара за реновирање Беле куће. Ново западно крило одређено је за канцеларије, док је источно крило било намењено за смештај председникове породице и њихових гостију. Надограђени су водовод, расвета и грејање. Едит је своју канцеларију поставила поред Тедијеве собе, да би се често могли дружити током дана.
Едит је преуредила Белу кућу и допремањем антиквитета. Преуређене су Зелена соба, Плава соба и Источна соба. Мек Ким би уклонио већину постојећег намештаја да Едит није интервенисала. Услед њене интервенције задржан је викторијански намештај који се и данас налази у Линколновој спаваћој соби. Трпезарија је повећана, а набављено је ново порцуланско посуђе компаније Веџвуд, са Великим печатом Сједињених Америчких Држава, за 120 људи. Едит је комплетирала каталог порцулана Беле куће, који је започела Каролина Скот Харисон. Едит је набављала и порцулан из Кине, који се и данас налази у Белој кући. На порцулану је Едита приказала портрете бивших Првих дана. Била је то својеврсна представа за госте који су долазили у посету председнику. Едит је позвала бившег баштована Беле куће, Хенрија Пфистера, да јој помогне у дизајнирању великог врта на западној страни Беле куће. Слична башта касније је постављена и у источном делу дворишта. Обнове Беле куће откривене су јавности тек током дочека Нове 1903. године. Током мандата Едит Рузвелт, Бела кућа је понела данашњи назив, док се до тада називала Извршни дом (енгл. Executive Mansion).

## Однос према деци
Едит је била посвећена мајка. Проводила је неколико сати дневно са својом децом и свакодневно им је читала. Председник и Прва дама преузели су активну улогу у образовању своје деце и често су се дописивали са њиховим наставницима. Едит је чезнула за више деце, чак и након што је родила своје пето дете, Квентин. Као Прва дама, претрпела је два побачаја. Едит је имала компликоване односе са пасторком Алис. У каснијим годинама Алис је изражавала дивљење мајчином смислу за хумор и открила да имају сличне књижевне укусе.

## Ставови о расама
Дана 16. октобра 1901. године Теодор Рузвелт је позвао афроамеричког просветног радника Букера Вашингтона да руча са породицом у Белој кући. Неколико других председника позвали је Афроамериканце на састанак у Белој кући, али никада на оброк. Вест о вечери бившег роба и председника Сједињених Америчких Држава постала је национална сензација. Постала је предмет запаљивих новинских чланака и стрипова, који су обновили разговоре о расизму. Неки републиканци покушали су да вечеру претворе у ручак. Прича о ручку трајала је деценијама, све док коначно 1930-тих година новинар афроамеричких новина Балтимора није питао Едит Рузвелт да ли је то био ручак или вечера. Едит је погледала у свој календар и рекла да је дефинитивно била вечера.
Међу реакцијама ја овај догађај спада и стрип кога су направили Мериленд Демократик, у којем је Едит седела између Теодора и Букера. Цртани филм је увелико репризиран. Вечера је осигурала Вашингтону положај водеће фигуре црнаца у Сједињеним Америчким Државама. Дебора Дејвис је сматрала да се Едит Рузвелт дивила Вашингтону. У писму од марта 1901. године Теодор је Букеру написао: "Госпођа Рузвелт је задовољна колико и ја Вашом књигом".

## Каснији живот и смрт
Последње деценије живота Едит је провела у дугим путовањима. Посетила је Европу, Азију, Африку и Јужну Америку. Након изласка из Беле куће, Теодор и Кермит отишли су на сафари, док је Едит повела Етел, Арчи и Квентина на продужену турнеју по Европи. Едит није била задовољна због тога што се Теодор кандидовао за председника 1912. године, али га је у потпуности подржала када је кренуо у кампању. Бодрила га је и након покушаја атентата и тешила га је када је изгубио изборе. Пратила га је на путовању у Бразил.
Током Велике депресије, Едит је накратко подржавала кампању Херберта Хувера, како би нагласила да демократски кандидат, Френклин Рузвелт, није био њен син. Едит није волела Еленор Рузвелт још од детињства, а међу њима је било сукоба и 1920-тих година, када је Еленор била против Теодора Рузвелта Млађег, током његове кандидатуре за гувернера Њујорка. Пре смрти, Едит је уништила готово сву преписку са Теодором. Међутим, она је била плодоносан писац писама, те нека њена писма и данас стоје у архивима попут библиотеке у Харварду.
Едит је умрла на брду Сагамор 30. септембра 1948. године, у животној доби од 87 година. Сахрањена је поред свог супруга на гробљу у Ојстер Беј Коуву, држава Њујорк.